# Grabowa (sông)
```
Grabowa
 (
tiếng Đức
: 
Grabow
) là một 
con sông
 ở vùng 
Pomerania
 thuộc miền bắc 
Ba Lan
, dài 75
 
km. Nguồn của nó là hồ Wockmin gần 
Sławno
 (
Schlawe
). Sông chảy đến 
Darłowo
 (
Rügenwalde
), hợp vào sông Wieprza (
Wipper
) chỉ vài km trước khi Wieprza đổ ra 
biển Baltic
. Gần Jeźyce 
(Altenhagen),
 Grabowa hợp với một nhánh đổ vào hồ Buckow 
(Jezioro Bukowo, Buckowsee).
```